# Heleen Mees

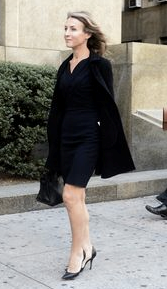
Heleen Mees

Heleen Mees (geborene Heleen Nijkamp, * 1968 in Hengelo) ist eine niederländische Ökonomin, Publizistin und Juristin. 2002 änderte sie in New York ihren Geburtsnamen Nijkamp zu Mees. Sie ist beruflich in den USA und in den Niederlanden tätig.

## Berufliche Tätigkeit
Mees ist Mitbegründerin der niederländischen Stiftung Women on Top, die mehr Frauen in Spitzenpositionen fordert und sich gegen eine Feminisierung der Armut einsetzt. Diese Stiftung hat ihre Arbeit 2011 beendet.
Mees war in New York als Beraterin und Lobbyistin in Angelegenheiten, die die Europäische Union betreffen, tätig. Sie unterhielt eine zweiwöchentlich erscheinende Kolumne im NRC Handelsblad.
Von Mai bis Dezember 2009 nahm sie regelmäßig Teil an eine Fernseh-Talkshow, Vrouw en Paard [Frau und Pferd], der niederländische Rundfunkgesellschaft VARA. In diese Talkshow diskutierten fünf Frauen über aktuelle Sachen. Sie war auch regelmäßig Gast im Ökonomen-Panel von BNR Nieuwsradio.
Mees hat in Internationalen Zeitungen wie The International Herald Tribune und The Financial Times veröffentlicht, ebenso bei Project Syndicate.
Von 2005 bis 2008 arbeitete sie für Kampagnen von Hillary Clinton.
Im Herbst 2009 wurde sie als Researcher an der Erasmus School of Economics (ESE) an der Erasmus-Universität Rotterdam zum Thema des Einflusses von Chinas Geldpolitik in einer sich zunehmend globalisierenden Weltwirtschaft engagiert. Sie promovierte 2012 in Wirtschaftswissenschaften. In ihrer Dissertation befasste sich mit der Frage, ob es einen entscheidenden Einfluss des Wirtschaftswachstum Chinas auf die Entstehung der Kreditkrise gibt, und stellte dies als sehr wahrscheinlich dar. Von September 2012 bis Juli 2013 war Mees als Adjunct Associate Professor tätig an der Robert F. Wagner Graduate School of Public Service der Universität von New York.

## Werk
Ihr erstes, im April 2007 erschienenes Buch Weg met het deeltijdfeminisme! (“Weg mit dem Teilzeitfeminismus!”) befasst sich kritisch mit dem als Third Wave Feminism bezeichneten Ansatz der Frauenbewegung. Sie beschreibt das in den Niederlanden verbreitete Anderthalbverdienermodell als ein „verräterisches Gemisch“ aus traditionellen Rollenmustern und einer Prise Feminismus; in der Realität trügen Frauen nur ein Fünftel des Haushaltseinkommens bei und die Niederlande hielten mit 7 % Frauenanteil in Vorstandspositionen international den letzten Rangplatz inne, gemeinsam mit Pakistan.
Ihr zweites, im April 2009 erschienenes Buch Tussen hebzucht en verlangen - De wereld en het grote geld (“Zwischen Gier und Begehren - Die Welt und die Hochfinanz”) befasst sich mit der Globalisierung, der Finanzkrise und den Verhältnissen in New York. Mees argumentiert darin, dass zwar Habgier der Wirtschaft schadeten, aber der Wunsch nach einem besseren Leben der treibende Motor des sozialen Fortschritts sei. Sie vertritt die Auffassung, dass europäische Wohlfahrtsstaaten in chancenorientierte Gesellschaften umgewandelt werden sollten. Als Modell führt sie New York an.
In ihren Beiträgen zu Project Syndicate befasst Helen Mees sich mit dem Konzept Affirmative Action, das auch in Europa einer sozialen Spaltung von Bevölkerungsgruppen wirksam begegnen könnte. Sie legt dabei einen genderpolitische Fokus durch ihre Vergleiche der Arbeitszeiten europäischer und US-amerikanischer Frauen sowie ihre Betrachtung der ökonomischen Folgen der gläsernen Decke und des Gendergap. Sie thematisiert zudem die Vergewaltigungen im Krieg und unterstützt die Forderung, die Strafe für Prostitution nach schwedischem Vorbild von den Prostituierten auf die Freier zu verlagern.

## Publikationen
- Heleen Mees: The Chinese Birdcage. How China's Rise Almost Toppled the West. London, Palgrave Macmillan, 2016. ISBN 978-1-137-58885-2
- Heleen Mees: Changing Fortunes - How China's Boom Caused the Financial Crisis (Dissertation Erasmus-Universität Rotterdam) Erasmus Research Institute of Management (ERIM), 2012, ISBN 978-90-5892-311-0
- Heleen Mees: Tussen hebzucht en verlangen - De wereld en het grote geld, Nieuw Amsterdam, 2009, ISBN 978-90-468-0572-5
- Heleen Mees: Weg met het deeltijdfeminisme! Nieuw Amsterdam, April 2007, ISBN 978-90-468-0214-4
- Willem Vermeend, Han Kogels, Heleen Mees: Compendium van het Europees belastingrecht, Kluwer juridisch, 2002, ISBN 978-90-200-2435-7